# Cleopsylla
Cleopsylla är ett släkte av loppor. Cleopsylla ingår i familjen Stephanocircidae.
Kladogram enligt Catalogue of Life:
| Cleopsylla | \| \| Cleopsylla monticola \| \| \| \| \| \| Cleopsylla townsendi \| \| \| \| \| \| Cleopsylla vidua \| \| \| \| |
|            | \| \| Cleopsylla monticola \| \| \| \| \| \| Cleopsylla townsendi \| \| \| \| \| \| Cleopsylla vidua \| \| \| \| |
|            | Barreropsylla |
|            | |
|            | Coronapsylla |
|            | |
|            | Craneopsylla |
|            | |
|            | Nonnapsylla |
|            | |
|            | Plocopsylla |
|            | |
|            | Sphinctopsylla                                                                                                   |
|            | |
|            | Stephanocircus                                                                                                   |
|            | |
|            | Tiarapsylla |
|            | |
|            | Cleopsylla monticola                                                                                             |
|            | |
|            | Cleopsylla townsendi                                                                                             |
|            | |
|            | Cleopsylla vidua                                                                                                 |
|            | |

|  | Cleopsylla monticola |
|  |                      |
|  | Cleopsylla townsendi |
|  |                      |
|  | Cleopsylla vidua     |
|  |                      |